# Di-ethylstilbestrol
Di-ethylstilbestrol (doorgaans afgekort tot DES) is een organische verbinding met oestrogene activiteit, waarvan de chemische structuur echter niet verwant is aan die van het bij mensen natuurlijk voorkomende hormoon. De trans-isomeer is actiever dan de cis-isomeer. De stof wordt tegenwoordig niet meer voorgeschreven, omdat blootstelling ernstige consequenties voor de gezondheid met zich mee kan brengen. In het verleden werd het wel in de geneeskunde gebruikt.
De bekendste toepassing van di-ethylstilbestrol was het voorkomen van miskramen, maar later bleek dit hiervoor niet te werken. Wel had het ernstige bijwerkingen: de dochters van moeders die DES gebruikten (zgn. DES-dochters) hebben een vergroot risico op ‘clear cell’-adenocarcinoom (CCAC) en op voorstadia van baarmoederhalskanker. In Nederland werd di-ethylstilbestrol in de periode 1947-1976 voorgeschreven. Nederland telt zo'n 50.000 DES-dochters.

## Geschiedenis
In 1938 werd di-ethylstilbestrol voor het eerst gesynthetiseerd door Leon Golberg van de Universiteit van Oxford, in samenwerking met Edward Charles Dodds en Robert Robinson. Drie jaar later, in 1941, werd de nieuwe stof goedgekeurd door de Amerikaanse Food and Drug Administration (FDA) als middel tegen gonorroe bij vrouwen, vaginale atrofie, symptomen van de menopauze en ter voorkoming van opstopping in de borsten bij lactatie. Vanaf begin jaren '50 werd di-ethylstilbestrol ook voorgeschreven aan jonge meisjes om de puberteit te laten beginnen. In de loop van de jaren '40 werd er ook melding gemaakt van het minder voorkomen van miskramen na toediening van di-ethylstilbestrol. Vanaf 1947 mocht de stof officieel voorgeschreven worden om het verloop van de zwangerschap te verbeteren na goedkeuring door de FDA. Pas zes jaar later werd voor het eerst een onderzoek uitgevoerd, dat concludeerde dat er niet significant minder vroeggeboortes en miskramen plaatsvonden na inname van de stof. Toch werd het middel daarna nog uitgebreid gepromoot en pas niet meer voorgeschreven toen de ineffectiviteit van di-ethylstilbestrol door de meeste vooraanstaande literatuur werd overgenomen. In 1970 werd voor het eerst het verband gelegd tussen blootstelling aan di-ethylstilbestrol en vagina- en baarmoederhalskanker van het type CCAC (clear cell adenocarcinoom). In de Verenigde Staten is in de periode 1947-1974 bij ongeveer 4,8 miljoen zwangerschappen di-ethylstilbestrol voorgeschreven. Na de geboorte kregen baby's di-ethylstilbestrol toegediend in de overtuiging dat het de overlevingskansen van de pasgeborene zou vergroten.

### Di-ethylstilbestrol in Nederland
Schattingen van het aantal zwangere vrouwen in Nederland die di-ethylstilbestrol voorgeschreven hebben gekregen lopen uiteen van 189.000 tot 378.000. In Nederland werd de stof voorgeschreven aan vrouwen die eerder al een miskraam hadden gehad of die vloeiden tijdens de zwangerschap. Ook werd di-ethylstilbestrol toegediend aan zwangere vrouwen met diabetes of een hoge bloeddruk en later zelfs bij probleemloze zwangerschappen met de intentie de gezondheid van de baby te verbeteren. Op 4 februari 1972 verscheen in het Nederlands Tijdschrift voor Geneeskunde een waarschuwing het niet meer bij zwangere vrouwen voor te schrijven. In 1974 gaf het Ministerie van Volksgezondheid het officiële advies om di-ethylstilbestrol niet meer voor te schrijven aan zwangere vrouwen. Ook het Geneesmiddelenbulletin kwam tot hetzelfde advies in februari 1974. Op dat moment werd het overigens al haast niet meer gedaan. Di-ethylstilbestrol werd door Nederlandse artsen toegediend in de periode 1947-1976. Pas in 1981 ontstond er meer openbare aandacht voor de aandoeningen ten gevolge van blootstelling aan di-ethylstilbestrol nadat een jonge vrouw een brief had geschreven naar een krant over haar medische problemen. In de jaren '80 namen veel artsen de DES-problematiek niet serieus. Het kwam vaak voor dat vrouwen een te lichte of juist te intensieve behandeling moesten ondergaan. Dit laatste had tot gevolg dat sommige vrouwen door een onnodige operatie letsel opliepen, zoals ernstige littekens en onvruchtbaarheid. Het middel is in Nederland nooit officieel beoordeeld.

## Toepassingen
In aanvulling op de toepassingen die hierboven zijn beschreven werd di-ethylstilbestrol, afhankelijk van de dosis, voorgeschreven aan zwangere vrouwen in de veronderstelling dat het bloeden, braken, miskramen en pre-eclampsie zou voorkomen. Tevens werd het gebruikt om de bevalling te bespoedigen, de zwangerschap van vrouwen met hoge bloeddruk en diabetes succesvol te laten verlopen, maar ook om baby's met een gezonder geboortegewicht te krijgen. Direct na de bevalling werd di-ethylstilbestrol voorgeschreven aan de moeder om de lactatie te remmen en aan de baby om de overlevingskansen te vergroten. Bij hogere doseringen werd di-ethylstilbestrol juist gebruikt om abortus te induceren of als morning-afterpil.
De stof werd in de veehouderij bij vaarzen gebruikt als groeistimulerend middel. In de Verenigde Staten werd het toegestaan in de periode 1954-1973. Het wordt vaak gebruikt als onderdeel van de chemotherapie van borst- en prostaatkanker. Di-ethylstilbestrol blijkt de opbouw van het microtubulaire systeem te verstoren en daardoor de celdeling te remmen. Dat gebeurt door de formatie van spoeldraden bij de mitotische celdeling te hinderen.

## Neveneffecten
Er is een groot aantal afwijkingen bekend dat samenhangt met blootstelling aan di-ethylstilbestrol; veelal gaat het om een verhoogd risico op verschillende soorten kanker en/of een aangeboren afwijking aan de geslachtsorganen. Veel betrokkenen lijden onder de fysieke en emotionele gevolgen. Er zijn verschillende ziektebeelden die afhangen van het geslacht en generatie van de patiënt. De eerste generatie die blootgesteld wordt aan di-ethylstilbestrol staat bekend als de desmoeders, hun zonen en dochters als respectievelijk deszonen en desdochters. De derde generatie staat in de literatuur beschreven als deskleinkinderen.

### Desmoeders
Uit onderzoek is gebleken dat desmoeders een licht verhoogde kans op borstkanker hebben. Verder hebben ze vaak te maken met de emotionele gevolgen. Desmoeders voelen zich vaak schuldig omdat zij ooit di-ethylstilbestrol hebben gebruikt, vooral als hun kinderen klachten krijgen die veroorzaakt worden door de blootstelling aan de stof. Een significant verhoogde kans op andere vormen van kanker voor desmoeders is niet door wetenschappelijk onderzoek vastgesteld.

### Desdochters
De dochters van desmoeders ondervinden vaak problemen, zoals overmatige vaginale afscheiding (witte vloed) en/of afwijkingen aan het inwendige deel van de geslachtsorganen. De witte vloed is het gevolg van een laag cellen in de vagina die normaliter alleen in de uterus of op de baarmoederhals voorkomt. Ook hebben desdochters een verhoogde kans op buitenbaarmoederlijke zwangerschappen, premature geboortes of miskramen. Bij 0,1% van de DES-dochters komt een zeldzame vorm van vaginale kanker voor. Tevens hebben zij een verhoogde kans op goedaardige voorstadia van baarmoederhalskanker. Onvruchtbaarheid of moeilijk zwanger worden komt in deze groep ook in hogere mate voor.

### Deszonen
Bij zonen van desmoeders kan de DES-blootstelling een te kleine testikel en knobbeltjes op de bijbal tot gevolg hebben. Het heeft nauwelijks tot geen invloed op de vruchtbaarheid van deszonen. Deszonen krijgen gemiddeld evenveel kinderen als andere mannen. Of er een verhoogd risico is op zaadbalkanker en prostaatkanker, is niet duidelijk; onderzoeken komen hier tot verschillende resultaten. Hypospadie wordt ook in verband gebracht met blootstelling aan DES, maar over de mate van verhoogde kans hierop bestaat nog enige discussie. Ernstige vormen van hypospadie kunnen ook psychologische problemen met zich meebrengen.

### Deskleinkinderen
Het onderzoek naar deskleinkinderen wordt bemoeilijkt door het feit dat veel mensen in deze groep nog niet de leeftijd hebben bereikt waarop bepaalde ziektebeelden zich openbaren. Er zijn verschillende studies verricht naar effecten in de derde generatie bij dieren, maar het is onduidelijk of deze resultaten afwijkingen bij mensen kunnen voorspellen. Vooralsnog concluderen enkele wetenschappers dat deskleindochters niet dezelfde vormafwijkingen aan de geslachtsorganen vertonen als hun moeders. Deze groep heeft ook geen grotere problemen bij de menstruatie noch bij de zwangerschap. Zonen van desdochters zouden mogelijkerwijs een verhoogde kans hebben op hypospadie, maar hierover bestaat enige discussie.

### Effecten op dieren
Na toediening van di-ethylstilbestrol aan vaarzen in tabletvorm als een onderhuids implantaat werden onder andere opzwelling van de vagina en ontwikkeling van de uier geconstateerd. Naast gestimuleerde groei werd bij zowel runderen als schapen ook een grotere voedselopname geregistreerd. Orale toediening van di-ethylstilbestrol leverde minder bijwerkingen op. Het voorkomen van DES-restanten in de levers in koeien en het waarnemen van adenocarcinomen bij dochters van met di-ethylstilbestrol behandelde vaarzen leidden begin jaren '70 in de Verenigde Staten tot het verbod op het gebruik van de stof.

## Biologische beschikbaarheid
Di-ethylstilbestrol werd aan mensen gegeven in de vorm van injecties, suppositoria (anaal en vaginaal) en tabletten. Bij dieren werd het in de vorm van pellet implantaten gebruikt.
Bij mensen wordt het oraal toegediende di-ethylstilbestrol door absorptie opgenomen in het maag-darmstelsel en verspreidt zich vervolgens door het lichaam via de bloedbaan. Het passeert de meeste membranen met gemak en kan ook via de huid eenvoudig binnenkomen. Er is ook aangetoond dat di-ethylstilbestrol tijdens een zwangerschap eenvoudig de foetus kan bereiken, al is het dat in mindere mate dan bijvoorbeeld oestrogeen. Na orale toediening van di-ethylstilbestrol aan de ouder duurde het bij muizen slechts 5 minuten totdat de maximale concentratie in de organen werd bereikt en na 30 minuten werd het maximum in de foetus bereikt. Experimenten hebben aangetoond dat de concentratie di-ethylstilbestrol in de geslachtsorganen van gevorderde foetussen net zo hoog was als de concentratie in het plasma dat aantoont dat het snel en gemakkelijk zijn doelwit bereikt.

## Biotransformatie
De toxiciteit van de stof is een breed onderzocht onderwerp. Door de vele metabolische routes waar het een rol in kan spelen, bestaat er ook een groot aantal producten die bij mensen en dieren na metabolisme ontstaan. De verschillende routes kunnen ruwweg worden onderverdeeld in conjugatie (koppelen aan andere verbindingen), oxidatie en prenataal metabolisme.

### Conjugatie

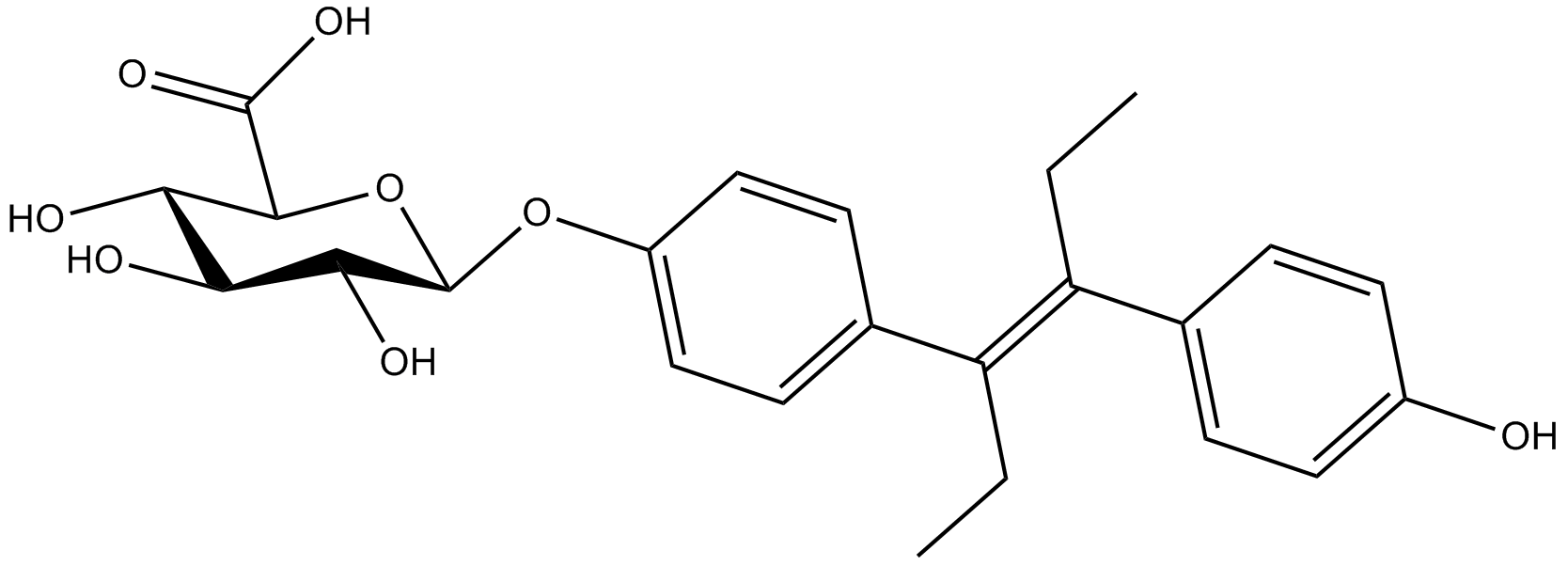
Conjugatie van di-ethylstilbestrol aan glucuronzuur.

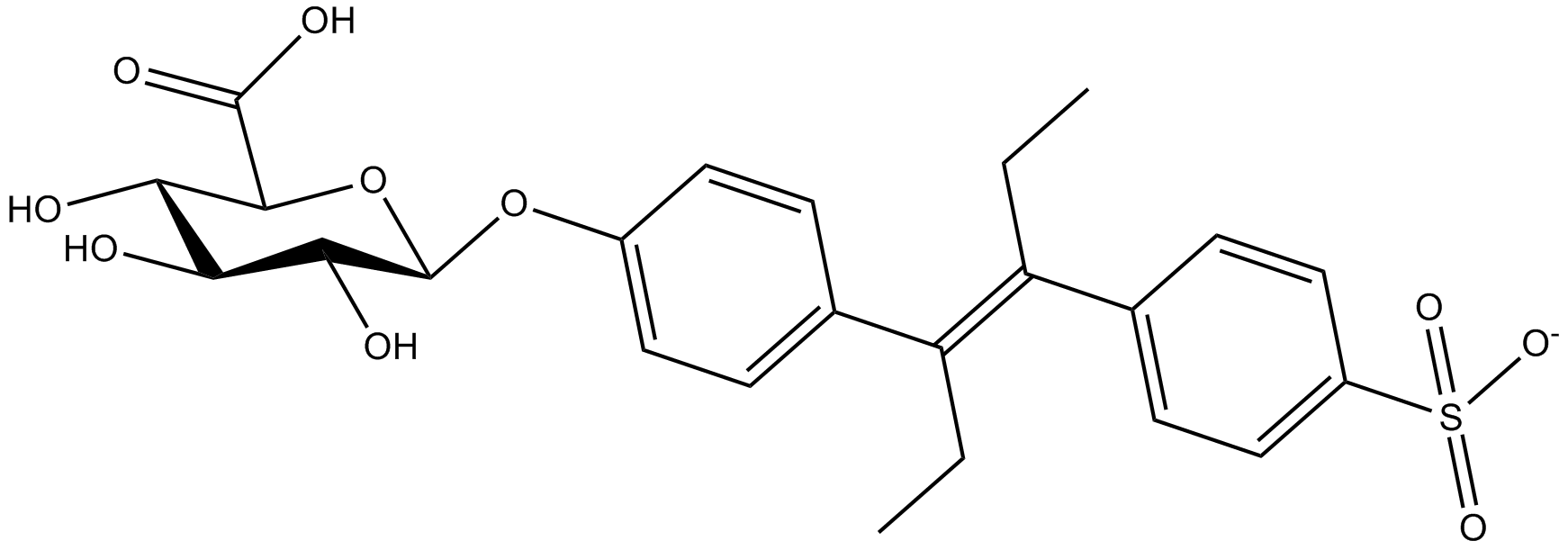
Conjugatie van di-ethylstilbestrol aan sulfaat en glucuronzuur.

In de lever wordt di-ethylstilbestrol geconjugeerd aan glucuronzuur (met behulp van het enzym UDP-glucuronyltransferase), waardoor het omgezet wordt in DESG (DES-monoglucoronide). Door het redelijk hoge moleculaire gewicht (444 g/mol) wordt er een gedeelte van DESG in de gal opgenomen, en kan zo in de enterohepatische cyclus belanden. Het kan dan in de darm weer terug gehydrolyseerd worden naar di-ethylstilbestrol en vervolgens weer terug naar de lever worden getransporteerd. Hierdoor kan di-ethylstilbestrol langer in het lichaam aanwezig blijven (en kan het ook gevonden worden in de uitwerpselen). Het grote gedeelte van DESG dat niet wordt opgenomen in de gal keert terug in het bloed om vervolgens door de nieren in de urine te worden uitgescheiden.
Naast glucuronzuur vindt ook conjugatie aan sulfaten plaats. Onderzoek naar de sulfonering van di-ethylstilbestrol bij zoogdieren heeft aangetoond dat conjugatie van één of meerdere sulfaatgroepen door de activiteit van het enzym sulfotransferase plaatsvindt. Echter worden hiervan, in vergelijking met DESG, geen grote fracties in de urine teruggevonden. Wel worden significante hoeveelheden di-ethylstilbestrol-monosulfaat-monoglucuronide aangetroffen. Dit leidde tot de ontdekking dat in zoogdieren snelle desulfonering van di-ethylstilbestrol plaatsvindt, maar dat de conjugatie van glucuronzuur aan DES-monosulfaat een zeer stabiel product levert, wat via gal kan worden uitgescheiden.
Conjugatie aan cysteïne (vorming van mercaptuurzuur) vindt maar in beperkte mate plaats en conjugatie aan glucose (vorming van di-ethylstilbestrol-glucoside) vindt in tegenstelling tot bij planten en insecten nauwelijks plaats.
Conjugatie van methyl aan oestrogenen speelt een belangrijke rol in de metabolisering ervan. In vitro is gevonden dat onder invloed van enzymen uit de lever van ratten di-ethylstilbestrol kan worden geoxideerd tot zijn catechol, waarna methylering kan plaatsvinden en DES-methoxide ontstaat (wat in vivo is gevonden als een belangrijk metaboliet van di-ethylstilbestrol).

### Oxidatief metabolisme
Een aantal van de metabolieten van di-ethylstilbestrol die gevonden zijn in de urine en gal ontstaat uit di-ethylstilbestrol door middel van oxidatiereacties:

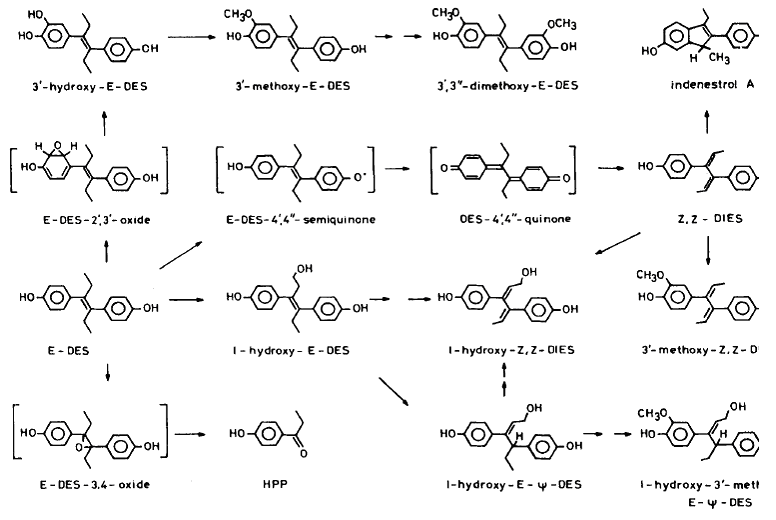
Het metabolisme van di-ethylstilbestrol via oxidatieve routes.

- De aromatische ringen kunnen worden gehydroxyleerd, wat leidt tot de producten 3'-hydroxy-di-ethylstilbestrol en 3',3"-dihydroxy-di-ethylstilbestrol (hydroxylering aan beide ringen). Deze producten kunnen vervolgens worden gemethyleerd tot respectievelijk 3’-methoxy-DES en 3’,3”-dimethoxy-DES. Doordat deze reactie zonder enzymatische activiteit kan verlopen, wordt dit niet gezien als conjugatie aan methyl.[20]
- Oxidatie van di-ethylstilbestrol naar di-ethylstilbestrol-3,4-oxide, gevolgd door splitsing naar HPP (4'-hydroxypropiofenon).[20]
- Dehydrogenering van di-ethylstilbestrol naar DIES (dienestrol) wat in een klein aantal gevallen het cyclische indenestrol A vormt.[20]
- Hydroxylering van de ethylgroepen van di-ethylstilbestrol, wat leidt tot de producten 1'-hydroxy-di-ethylstilbestrol en 1',1"-dihydroxy-di-ethylstilbestrol.[20]
- Oxidatie met waterstofperoxide, gevolgd door omzetting naar di-ethylstilbestrol-chinon door middel van peroxidase.[21]

### Prenataal metabolisme
Di-ethylstilbestrol kan gemakkelijk de barrière van de placenta passeren, waardoor na toediening aan de ouder de foetus hier ook effect van ondervindt. Onderzoek naar de verhouding tussen geconjugeerd en ongeconjugeerd di-ethylstilbestrol in de lever van de foetus toonde aan dat ook in de foetus di-ethylstilbestrol wordt geconjugeerd aan glucuronzuur (hoge concentraties UDP werden ook gevonden). In het plasma was de verhouding echter andersom en geconjugeerd DES werd in de placenta, darmen van de foetus en de ouderlijke uterus in mindere mate aangetroffen. Ook werden in jonge foetussen hogere concentraties ongeconjugeerd di-ethylstilbestrolen metabolieten ervan, dan in verder gevorderde foetussen aangetroffen. Dit heeft onder meer geleid tot de theorie dat in de eerdere fasen van de zwangerschap, waarbij de lever van de foetus minder ontwikkeld is, di-ethylstilbestrol in mindere mate wordt geconjugeerd en hierdoor langer in de vorm van een van zijn toxische metabolieten blijft. Of de metabolieten in de foetus afkomstig waren van de moeder of zelf waren aangemaakt is niet duidelijk. Doordat er naarmate de foetussen ouder werden ook een toename in de oxidatie capaciteit van de foetussen zichtbaar was, neemt de concentratie van potentieel gevaarlijke metabolieten van di-ethylstilbestrol ook toe.

## Toxiciteit
Di-ethylstilbestrol heeft een gelijkenis met het geslachtshormoon oestrogeen (voornamelijk met oestradiol). Zo accumuleert het ook vooral in de oestrogeen gevoelige organen. Uit verschillend onderzoeken blijkt dat di-ethylstilbestrol en zijn metabolieten tot genotoxiciteit, carcinogeniciteit, teratogeniciteit en voortplantingstoxiciteit kunnen leiden.
Een analyse met de expert knowledge database DEREK for Windows (voorspelt de toxiciteit van stoffen aan de hand van de chemische structuur en bekende literatuur) geeft vier mogelijke toxiciteitsrisico's aan: carcinogeniciteit, oestrogeniciteit, chromosomale schade en huidirritatie.
De carcinogeniciteit en de oestrogeniciteit worden waarschijnlijk veroorzaakt door de groep 4,4'-dihydroxydifenylethaan of 4,4'-dihydroxydifenyletheen. Uit onderzoek is gebleken dat di-ethylstilbestrol en zijn metabolieten volgens een non-genotoxisch mechanisme kanker kunnen verwekken. Men gaat ervan uit dat het non-genotoxische mechanisme van kankerverwekking erop berust dat stoffen die de proliferatiecyclus van een cel versnellen, een verhoogde kans vertonen op het ontstaan van spontane mutaties.
Verder heeft DES een hoge affiniteit voor de oestrogeenreceptor (net zo hoog als oestradiol), waardoor het een competitie aangaat met oestrogenen.
Er bestaan twee verschillende soorten oestrogeen receptoren. Eén is gelokaliseerd in het cytosol en gaat na activatie door di-ethylstilbestrol/oestradiol naar de celkern toe en fungeert als transcriptiefactor. De andere (GPR30) is een transmembraan G-eiwit in de membraan van het endoplasmatisch reticulum en is verantwoordelijk voor intracellulair signaaltransductie. Daarentegen heeft DES een lage affiniteit voor ander oestrogeen bindende eiwitten. De belangrijkste reden waarom di-ethylstilbestrol en zijn metabolieten kankerverwekkend zijn, hangt samen met hun gelijkenis met oestrogeen en de toename in cel proliferatie. Het feit dat di-ethylstilbestrol een affiniteit voor oestrogene doelorganen heeft, zou dan kunnen verklaren waarom vooral hier mutaties en kankervorming optreedt.
Bij de blootstelling in de uterus ontstaat er een verhoogd risico op zogenaamde clear-cell adenocarcinomen voor de DES-dochters. Er zijn geen betrouwbare resultaten beschikbaar die het risico van andere soorten kanker bij prenataal blootgestelde vrouwen aantonen. Vrouwen die di-ethylstilbestrol hebben genomen verhogen hun risico voor borstkanker en baarmoederkanker. Hierbij is het risico om borstkanker te ontwikkelen ongeveer 1,4 keer zo groot, met een latentietijd van 15 tot 20 jaar.
De chromosomale schade wordt (volgens DEREK) waarschijnlijk door de di- of trifenylethyleengroep veroorzaakt. Het binden van deze groep aan de DNA-streng kan misschien tot mutaties leiden. Bekende di-ethylstilbestrolmetabolieten die aan DNA kunnen binden zijn di-ethylstilbestrol-chinon en di-ethylstilbestrol-semichinon. Er is aangetoond dat DES of zijn metabolieten niet geplande DNA-synthese en zusterchromatidenuitwisseling (SCE) kunnen induceren.
Di-ethylstilbestrol en diens metabolieten binden ook sterk aan lever- en plasmaproteïnen, macromoleculen en microsomen. De verantwoordelijke metabolieten blijken uit de oxidatief omgezette metabolieten te komen, omdat bij onderzoek in vitro onder anaerobe condities bijna geen covalente binding optrad. De binding aan hepatische macromoleculen blijkt de oorzaak voor centrolobulaire necrosis te zijn.

## Milieueffecten
Het grootschalige gebruik van di-ethylstilbestrol in de veehouderij heeft ervoor gezorgd dat grote hoeveelheden di-ethylstilbestrol in het milieu terechtkwamen. De behandelde dieren scheidden het via de uitwerpselen uit in zijn ongeconjugeerde vorm en een klein gedeelte verliet geconjugeerd aan glucuronide de dieren. Doordat bacteriën met behulp van hydrolasen het geconjugeerde di-ethylstilbestrol weer omzetten in gewoon di-ethylstilbestrol, is dit de meest voorkomende vorm in de vrije natuur. Het gebruik van di-ethylstilbestrol bevattende mest bleek bij planten geen concentraties op te leveren die groter waren dan de natuurlijk voorkomende oestrogeenconcentraties.

## Rechtszaken tot en met de Hoge Raad der Nederlanden
In 1992 bepaalde de Hoge Raad dat de tien fabrikanten, die di-ethylbestrol in de handel hadden gebracht, collectief aansprakelijk waren. Slachtoffers stonden zo niet voor de bijna onmogelijke verplichting om decennia later te bewijzen van welke fabrikant ze het middel hadden geslikt. De schadevergoeding liepen uiteen van 500 euro (vormafwijkingen aan vagina of baarmoeder ) tot 125.000 euro (vaginakanker met uitzaaiingen). In 2012 bleek dat er minder was geclaimd dan de beschikbare 38 miljoen euro. Om het geheel in goede banen te leiden was er een DES-fonds opgericht.